# Карахунское сельское поселение (Братский район)
Карахунское сельское поселение — муниципальное образование со статусом сельского поселения в
Братском районе Иркутской области России. Административный центр — посёлок Карахун.

## Демография
По результатам Всероссийской переписи населения 2010 года
численность населения муниципального образования составила 867 человек, в том числе 421 мужчина и 446 женщин.
| 2010 | 2011 | 2012 | 2013 | 2014 | 2015 | 2016 |
| ---- | ---- | ---- | ---- | ---- | ---- | ---- |
| 857  | ↘852 | ↘833 | ↘822 | ↘811 | ↘791 | ↘774 |
| 2017 |      |      |      |      |      |      |
| ↘748 |      |      |      |      |      |      |

## Населённые пункты
- Карахун
- Южный